# Přestavlky u Dnešic
Přestavlky (deutsch Petersheim) ist eine Gemeinde mit 201 Einwohnern in Tschechien. Sie liegt sieben Kilometer nordwestlich  von Přeštice und gehört zum Okres Plzeň-jih. Die Katasterfläche beträgt 983 Hektar.

## Geographie
Přestavlky befindet sich in 350 m ü. M. im Tal des Lažanský potok, der östlich des Dorfes in den Dnešický potok einmündet. Im Nordwesten erhebt sich der Křížový vrch (487 m), im Südwesten der Jahodový vrch (473 m). Im westlichen Bereich des Dorfes wurde ein großer Teich, der Mlýnský rybník angelegt.
Nachbarorte sind Černotín im Norden, Dnešice im Nordosten, Oplot im Südosten, Soběkury im Süden sowie Horní Lažany, Dolní Lažany und Maškrov im Westen.

## Geschichte
Die erste urkundliche Erwähnung des Ortes stammt aus dem Jahre 1243. Besitzer von Přestavlky war seit dieser Zeit bis ins 15. Jahrhundert das Adelsgeschlecht der Chlumčanský z Přestavlk. Seit 1384 ist die Pfarrkirche St. Peter und Paul nachweisbar.
Nach 1500 wurde Oldřich Lukavický z Hrádku Besitzer von Přestavlky, der die Feste 1527 an Petr Cehnice z Říčan verkaufte. 1617 erwarb Wilhelm der Ältere von Klenová die Grundherrschaft vom berüchtigten Václav Cehnice z Říčan, der in den benachbarten Städten wegen seiner Fehden gefürchtet war. 1677 erwarb das Kloster Chotěšov die Herrschaft, in dieser Zeit entstand auch das Pfarrhaus.
1740 ließ der Abt des Klosters, Christian Friedrich Schmiedl, das Schloss errichten. Nach der Auflösung des Klosters fiel die Herrschaft an den Religionsfonds, aus dem sie 1822 das Fürstenhaus Thurn und Taxis erwarb.

## Gemeindegliederung
Zu Přestavlky gehört der Ortsteil Lažany (Laschan), der aus den Weilern Horní Lažany (Oberlaschan) und Dolní Lažany (Unterlaschan) besteht.

## Sehenswürdigkeiten

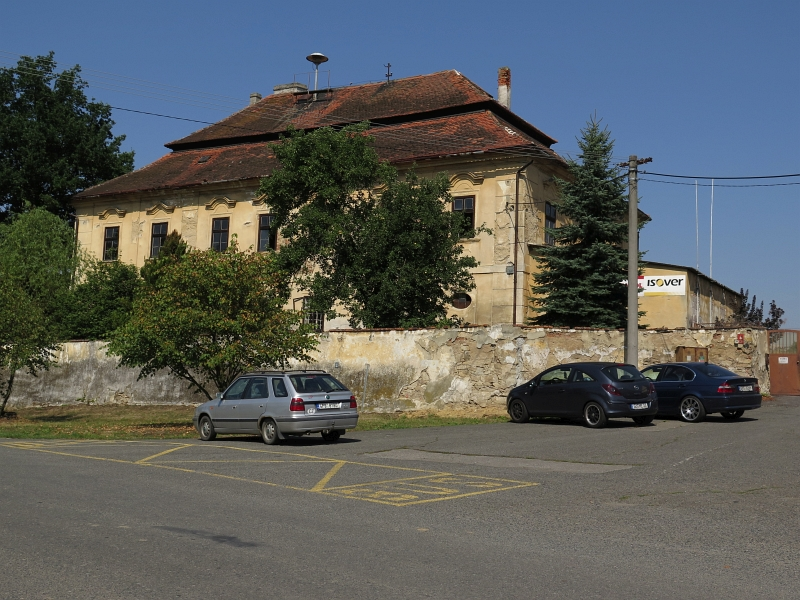
Schloss Přestavlky

- Kirche St. Peter und Paul, erbaut in der ersten Hälfte des 14. Jahrhunderts, 1680–1682 barock umgestaltet, die Ausstattung wurde 1685 erneuert, der Hauptaltar stammt aus dem 18. Jahrhundert
- Schloss Přestavlky
- Statue des Hl. Johannes von Nepomuk